# Pince-nez
Cet article concerne l'instrument servant à comprimer les ailes du nez pour y empêcher la circulation de l'air de même que l'entrée de l'eau. Pour le type de lunettes sans branches reposant sur le nez, voir Binocle.

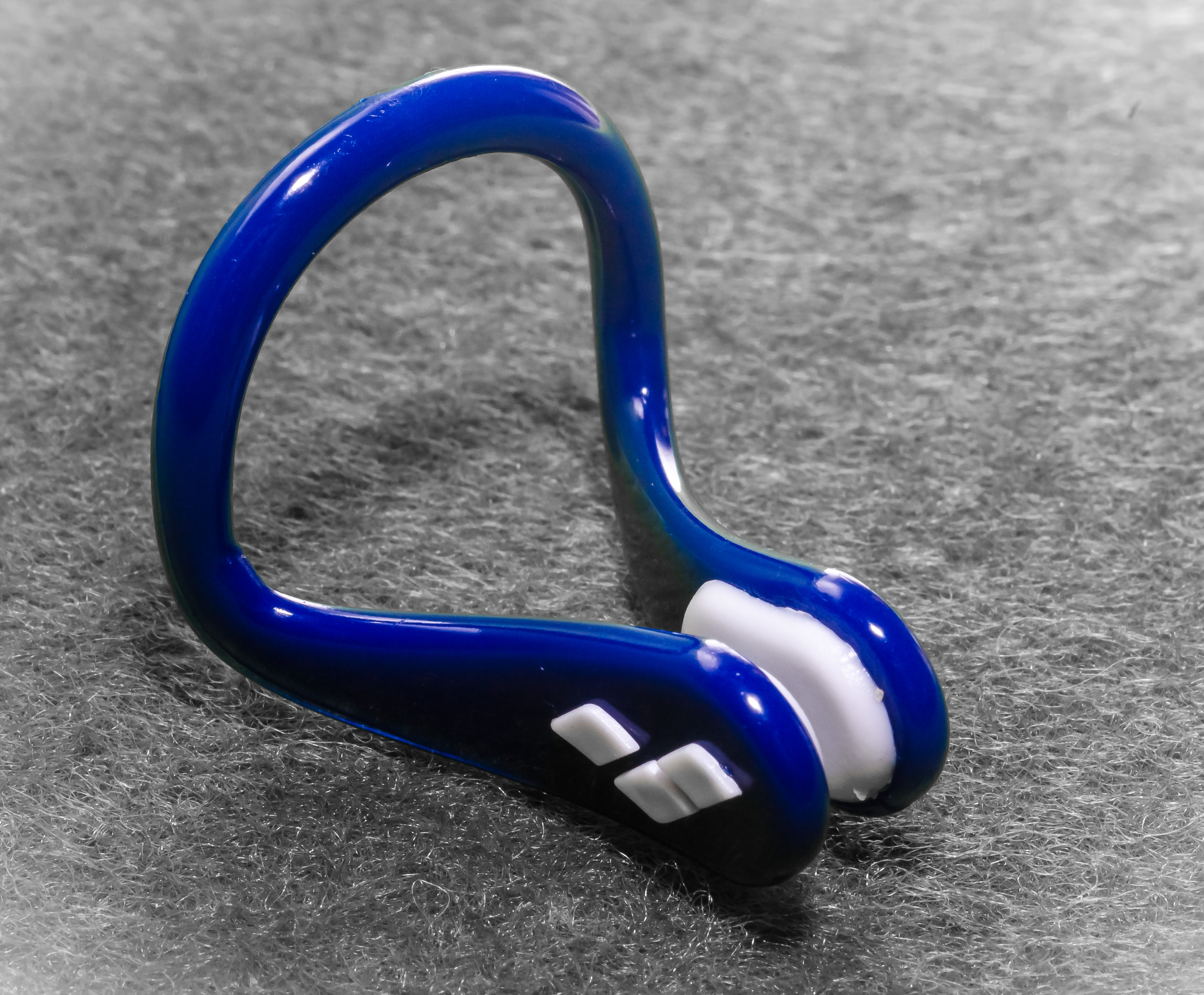
Pince-nez de la marque Arena destiné à la natation

Le pince-nez est un équipement utilisé pour comprimer les narines du nez.
Il est utilisé dans différents sports aquatiques afin d'empêcher l'entrée de l'eau dans le nez. Il est notamment utilisé en natation par les nageurs réguliers ou en natation synchronisée mais aussi par les pratiquants de la plongée en apnée ou celle du sport du kayak.
Le pince-nez est aussi utilisé lors des explorations fonctionnelles respiratoires pour mesurer avec plus de précision les volumes et débits d'intérêt lors de ces examens, les appareils de mesure s'abouchant à un tube destiné à être ensuite introduit dans la bouche.
Dans le courant de l'année 2020, le pince nez a trouvé une nouvelle fonctionnalité, après avoir été utilisé principalement dans le domaine du sport aquatique, il devient un accessoire médical répondant à une demande importante née durant la crise du COVID-19 qui oblige un grand pan de la population à porter le masque : faire disparaître la buée qui s'y forme. Le pince-nez permet ainsi au masque de mieux tenir sur le visage ainsi que d'être plus hermétique grâce au thermoformage. Une production de masse s'est alors lancée en France pour répondre à cette demande grâce à la généralisation de l'impression 3D, un effort commun bienvenu en ces temps difficiles.